# Swainsona pterostylis
Swainsona pterostylis är en ärtväxtart som först beskrevs av Dc., och fick sitt nu gällande namn av Reinier Cornelis Bakhuizen van den Brink. Swainsona pterostylis ingår i släktet Swainsona och familjen ärtväxter. Inga underarter finns listade i Catalogue of Life.